# Uroxys trinitatis
Uroxys trinitatis là một loài bọ cánh cứng trong họ Bọ hung (Scarabaeidae).